# Rumuńscy posłowie do Parlamentu Europejskiego 2007
Rumuńscy posłowie VI kadencji do Parlamentu Europejskiego delegacji krajowej z 2007 sprawowali mandaty od 1 stycznia 2007, tj. od daty akcesji Rumunii do Unii Europejskiej, do 9 grudnia 2007. Zostali zastąpieni przez deputowanych wybranych w bezpośrednich wyborach przeprowadzonych 25 listopada 2007.

## Lista posłów
Partia Socjaldemokratyczna
- Alexandru Athanasiu
- Corina Crețu
- Gabriela Crețu
- Vasile Dîncu
- Cristian Dumitrescu
- Dan Mihalache
- Ioan-Mircea Pașcu
- Rovana Plumb, poseł do PE od 2 maja 2007
- Radu Podgorean
- Daciana Sârbu
- Adrian Severin
- Silvia Adriana Țicău

Partia Narodowo-Liberalna
- Tiberiu Bărbulețiu
- Cristian Bușoi, poseł do PE od 24 kwietnia 2007
- Mircea Coșea
- Alexandru Ioan Morțun
- Gheorghe Vergil Șerbu
- Horia-Victor Toma, poseł do PE od 24 kwietnia 2007
- Adina Vălean

Partia Demokratyczna
- Roberta Alma Anastase
- Monica Iacob Ridzi
- Marian-Jean Marinescu
- Maria Petre
- Radu Țîrle

Partia Wielkiej Rumunii
- Daniela Buruiană
- Eugen Mihăescu
- Viorica Moisuc
- Petre Popeangă
- Cristian Stănescu

Partia Konserwatywna
- Silvia Ciornei
- Eduard-Raul Hellvig

Węgierska Unia Demokratyczna w Rumunii
- Atilla Béla Ladislau Kelemen
- Sándor Konya-Hamar
- Károly Ferenc Szabó

Demokratyczne Forum Niemców w Rumunii
- Ovidiu Victor Ganț

Byli posłowie VI kadencji do PE
- Adrian Cioroianu (PNL), do 2 kwietnia 2007, zrzeczenie
- Titus Corlățean (PSD), do 8 marca 2007, zrzeczenie
- Vasile Pușcaș (PSD), poseł do PE od 9 marca 2007 do 1 maja 2007, zrzeczenie
- Ovidiu Silaghi (PNL), do 2 kwietnia 2007, zrzeczenie